# Eupithecia pseudoseparata
Eupithecia pseudoseparata là một loài bướm đêm trong họ Geometridae.